# Bina (kainji jezik)
Bina jezik (ISO 639-3: byj; binawa, bogana), nigersko-kongoanski jezik iz Nigerije, kojim govori oko 7 000 ljudi (2000) u nigerijskoj državi Kaduna, LGA Saminaka. Klasificira se podskupini kauru koja je dio šire skupine sjevernih jos jezika. 
Istoimeni jezik bina koji se govorio na Novoj Gvineji pripadao je austronezijskoj porodici

## Vanjske poveznice
- Ethnologue (14th)
- Ethnologue (15th)